# Русаков, Василий Александрович
Васи́лий Алекса́ндрович Русако́в (23 февраля 1925 года — декабрь 1943 года) — советский военнослужащий, стрелок 234-го гвардейского стрелкового полка 76-й гвардейской стрелковой дивизии 61-й армии Центрального фронта, гвардии ефрейтор, участник Великой Отечественной войны. Герой Советского Союза (1944, посмертно).

## Биография
Родился 23 февраля 1925 года в деревне Клясово (ныне — Кимрского района Тверской области) в семье крестьянина, окончил начальную школу в селе Спирово, работал в колхозе. В 1943 году вступил в ВЛКСМ.
В январе 1943 года был призван в Рабоче-крестьянскую Красную армию Кимрским райвоенкоматом, а в сентябре того же года был отправлен на фронт.
Имел звание гвардии ефрейтора, воевал в 234-м гвардейском «Черноморском» стрелковом полку 76-й гвардейской стрелковой дивизии 61-й армии Центрального фронта.
В сентябре 1943 года в ходе форсирования Днепра 2-я рота 234-го гвардейского стрелкового полка форсировала реку Снов и вышла на рубеж между сёлами Товстолес и Халявин, где окопалась и заняла оборону. Стрелки роты готовились атаковать опорный пункт около села Халявин, чтобы с захватом его пересечь шоссейную дорогу Чернигов — Гомель и отрезать пути отступления противнику из Чернигова. В какой-то момент немцы пошли в атаку на советские позиции. Было принято решение танки пропустить, а пехоту отрезать и уничтожить. Когда танки прошли через окопы, гвардейцы забросали их сзади гранатами, а один из них Василию Русакову удалось поджечь, немецкие пехотинцы же были расстреляны из пулемётов.
Через шесть дней после освобождения Чернигова 2-я рота первой подошла к Днепру в районе села Станецкое. Бойцам была предоставлена честь первым форсировать реку и захватить на правом берегу плацдарм. Была создана группа разведчиков-десантников, в которую вошли автоматчик Русаков и ещё 8 бойцов 2-й роты (командир группы сержант А. Курманов, автоматчики А. Голодонов, Г. Гендерус, А. Матюк, И. Заулин, П. Сафронов, пулеметчики — И. Болодурин, Г. Масляков).
На рассвете 28 сентября 1943 года группа перебралась на правую сторону Днепра в районе деревни Мысы (Репкинский район, Черниговская область, Украинская ССР) со станковым пулемётом и атаковала противотанковое орудие противника гранатами, после чего вступила в рукопашную схватку с немецкими солдатами. Жизненно необходимый для организации переправы 234-го полка плацдарм был захвачен. Русаков лично уничтожил несколько десятков солдат противника. В бою, который длился весь день, погибли Болодурин, Курмано, Масляков, по некоторым данным — и сам Русаков (эти данные не подтверждаются в наградных документах на Русакова, датированных октябрём 1943 года).
1 октября 1943 года был ранен. 4 октября 1943 года командир 234-го стрелкового полка гвардии подполковник А. М. Павловский представил Русакова к званию Героя Советского Союза.
Погиб В. Русаков в последующих боях в декабре 1943 года. В Кимрский райвоенкомат же пришли данные о том, что Русаков пропал без вести.
Указом Президиума Верховного Совета СССР «О присвоении звания Героя Советского Союза генералам, офицерскому, сержантскому и рядовому составу Красной Армии» от 15 января 1944 года за «образцовое выполнение боевых заданий командования по форсированию реки Днепр и проявленные при этом мужество и героизм» Русакову было посмертно присвоено звание Героя Советского Союза. Этим же указом звание было присвоено Курманову, Голодонову, Гендерусу, Матюку, Заулину, Сафронову, Болодурину и Маслякову.

## Семья
У Русакова был старший брат — Михаил. Мать Василия, Александра Митрофановна, после войны продолжила жить в Клясово.

## Награды
- Герой Советского Союза (указ Президиума Верховного Совета СССР от 15 января 1944 года, орден Ленина и медаль «Золотая Звезда»; посмертно)[1].

## Память
- Имя Русакова носит улица в городе Кимры[1].
- Имя Русакова присвоено средней школе в деревне Неклюдово Кимрского района, в мае 2010 года на здании школы была торжественно открыта мемориальная доска в память о нём[8][6][9]. В феврале 2021 года у здания Неклюдовской школы был торжественно открыт бюст Русакова[10].
- В селе Николо-Ям Кимрского района, расположенном недалеко от деревни Клясово, установлен памятник воинам-местным уроженцам, погибшим в годы Великой Отечественной войны. Среди прочих на памятнике высечено и имя Русакова[8].
- В деревне Клясово Кимрского района на месте, где ранее стоял дом, в котором родился Русаков, в 2015 году была установлена мемориальная доска[11].